# Cayo Belicio Torcuato
Cayo o Gayo Belicio Torcuato  fue un senador romano que desarrolló su cursus honorum a mediados del siglo II, bajo los imperios de Adriano y Antonino Pío.

## Carrera pública
Era hijo de Cayo Belicio Flaco Torcuato Tebaniano consul ordinarius en 124, bajo Adriano. 
Su único cargo conocido fue el de consul ordinarius en 143, Su hermano fue Cayo Belicio Calpurnio Torcuato, consul ordinarius en 148, bajo Antonino Pío.